# Текстове поле

Текстове поле введення.

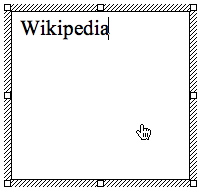
Текстове поле в програмі обробки тексту.

Текстове поле, по́ле редагува́ння або поле введення тексту (англ. text box, text field or text entry box) — віджет, що використовується при побудові графічного інтерфейсу користувача (GUI). Мета текстового поля - дозволити користувачеві ввести текстову інформацію, яка буде використовуватися програмою. Рекомендовано для побудови інтерфейсу використовувати текстове поле однорядкове. Текстове поле багаторядкове — тільки якщо може знадобитися більше одного рядка введення. Нередаговані текстові поля можуть служити просто для відображення тексту. 
Типове текстове поле являє собою прямокутник будь-якого розміру, можливо, з рамками, які відділяють текстове поле від інших частин інтерфейсу. Текстові поля можуть містити також одну або дві прокрутки. До текстового поля привертає увагу текстовий курсор (зазвичай блимає вертикальна лінія), що вказує на поточну область редагованого тексту. Курсор миші змінює свою форму, коли вона ширяє над текстовим полем.